# Słowo Ludu
Słowo Ludu (od października 2005 Słowo) – kielecki dziennik lokalny wydawany od 27 września 1949 roku do 31 maja 2006 roku.
W latach 1949–1990 gazeta była prasowym organem Komitetu Wojewódzkiego PZPR w Kielcach. W 1990 właścicielem dziennika została firma Exbud S.A., w 1999 kielecki biznesmen Michał Sołowow, a w 2004 norweski koncern Orkla.
Gazeta ukazywała się sześć razy w tygodniu, w trzech wydaniach: A – w Kielcach i okolicy, AB – na terenie dawnego województwa radomskiego i ABC – na terenie województwa świętokrzyskiego.
Większość miejsca w gazecie poświęcone było na wiadomości lokalne. Pojawiały się także dodatki tematyczne oraz rubryka „Dobre rady”. W piątki ukazywał się „Magazyn”, w którym pojawiały się artykuły o ciekawych ludziach i sprawach oraz „Telesłowo” z tygodniowym programem telewizyjnym i tekstami o gwiazdach małego ekranu.
Dziennikarze pracowali w dwóch redakcjach: w Kielcach i w Radomiu.
Ostatnim redaktorem naczelnym tytułu był Stanisław Wróbel. Po 57 latach istnienia wydawca dziennika uznał jego wydawanie za nieekonomiczne i połączył go z inną wydawaną przez siebie gazetą – Echo Dnia.